# Greg Gates
Gregory Crozier "Greg" Gates (ur. 28 kwietnia 1926 w Montclair, zm. 9 stycznia 2020 we Fredericksburgu) – amerykański wioślarz, brązowy medalista olimpijski.
Wystąpił na igrzyskach olimpijskich w Londynie w 1948, gdzie osada USA w składzie: Fred Kingsbury, Stu Griffing, Greg Gates i Bob Perew wywalczyła brązowy medal w czwórkach bez sternika. W finale o 8,7 przegrali z Włochami, a o 4,2 sekundy szybsza była osada Danii. Był to jego jedyny start olimpijski.
Kształcił się na Uniwersytecie Yale, a następnie Harvard Business School. Przed studiami zaciągnął się do wojska, służąc w trakcie II wojny światowej, od 1944 do 1946 roku.